# Vale do Guadiana
Vale do Guadiana este o arie protejată (arie de protecție specială avifaunistică — SPA) din Portugalia întinsă pe o suprafață de 76.543 ha, integral pe uscat.

## Localizare
Centrul sitului Vale do Guadiana este situat la coordonatele 37°42′26″N 7°39′19″W / 37.7071°N 7.6552°V.

## Înființare
Situl Vale do Guadiana a fost declarat arie de protecție specială avifaunistică în august 1999 pentru a proteja 79 de specii de animale.

## Biodiversitate
Situată în ecoregiunea mediteraneană, aria protejată conține 8 habitate naturale: Matorral arborescenți cu Juniperus spp., Tufărișuri termo-mediteraneene și de pre-deșert, Dehesas cu Quercus spp. perene, Pante stâncoase silicioase cu vegetație casmofită, Galerii și tufărișuri riverane sudice (Nerio-Tamaricetea și Securinegion tinctoriae), Păduri de Olea și Ceratonia, Păduri de Quercus ilex și Quercus rotundifolia, Păduri endemice cu Juniperus spp..
La baza desemnării sitului se află mai multe specii protejate:
- păsări (56): vulturul negru (Aegypius monachus), pescăruș albastru (Alcedo atthis), fâsă-de-câmp (Anthus campestris), fâsă de luncă (Anthus pratensis), lăstunul mare (Apus apus), Aquila adalberti, acvilă de munte (Aquila chrysaetos), buha (Bubo bubo), pasărea ogorului (Burhinus oedicnemus), ciocârlie-cu-degete-scurte (Calandrella brachydactyla), Caprimulgus ruficollis, măcăleandru roșcat (Cercotrichas galactotes),  prundaș gulerat mic (Charadrius dubius), barză albă (Ciconia ciconia), barză neagră (Ciconia nigra), șerpar (Circaetus gallicus), erete vânăt (Circus cyaneus), erete cenușiu (Circus pygargus), Clamator glandarius, dumbrăveancă (Coracias garrulus), prepeliță (Coturnix coturnix), cuc (Cuculus canorus), lăstun de casă (Delichon urbica), Elanus caeruleus, șoim de iarnă (Falco columbarius), Falco naumanni, Galerida theklae, ciovlica roșcată (Glareola pratincola), cocor (Grus grus), vulturul pleșuv sur (Gyps fulvus), Hieraaetus fasciatus, Hippolais polyglotta, rândunică roșcată (Hirundo daurica), rândunică (Hirundo rustica), sfrâncioc cu cap roșu (Lanius senator), ciocârlie de pădure (Lullula arborea), privighetoare (Luscinia megarhynchos), ciocârlie de bărăgan (Melanocorypha calandra), prigoare (Merops apiaster), gaia neagră (Milvus migrans), vultur egiptean (Neophron percnopterus), pietrar mediteranean (Oenanthe hispanica), grangur (Oriolus oriolus), dropie (Otis tarda), ciuf-pitic (Otus scops), ploier auriu (Pluvialis apricaria), Pterocles orientalis, turturică (Streptopelia turtur), graur (Sturnus vulgaris), silvie roșcată (Sylvia cantillans), Sylvia conspicillata, silvie de tufiș (Sylvia undata), spârcaci (Tetrax tetrax), sturzul viilor (Turdus iliacus), sturz-cântător (Turdus philomelos), nagâț (Vanellus vanellus)
- amfibieni (1): Discoglossus galganoi
- mamifere (7): vidră de râu (Lutra lutra), râs iberic (Lynx pardinus), liliac cu aripi lungi (Miniopterus schreibersii), liliac comun (Myotis myotis), liliacul mare cu potcoavă (Rhinolophus ferrumequinum), liliacul mic cu potcoavă (Rhinolophus hipposideros), liliacul cu potcoavă a lui méhely (Rhinolophus mehelyi)
- nevertebrate (4): croitorul mare al stejarului (Cerambyx cerdo), fluturele auriu (Euphydryas aurinia), Gomphus graslinii, Oxygastra curtisii
- pești (9): Alosa alosa, Alosa fallax, Anaecypris hispanica, Cobitis paludica, Luciobarbus comizo, Petromyzon marinus, Pseudochondrostoma willkommii, Rutilus alburnoides, Rutilus lemmingii
- reptile (2): țestoasa de baltă (Emys orbicularis), Mauremys leprosa

Pe lângă speciile protejate, pe teritoriul sitului au mai fost identificate 10 specii de mamifere, 1 specie de nevertebrate, 3 specii de pești, 7 specii de reptile.